# Макаров, Борис Макарович
Борис Макарович Макаров (род. 17 октября 1939, Олонки, Иркутская область) — российский непрофессиональный киноактёр, прославившийся исполнением роли Л. И. Брежнева в нескольких фильмах.

## Биография
Окончил лётное училище. 30 лет работал лётчиком гражданской авиации.
Летал в Якутии, Иркутской области, Магадане, потом перевелся в Москву, летал на Ан-12, Ил-18, Ил-62. Руководил отделом лётных испытаний компании «Термоплан», конструирующей дирижабли.
В 1989 году вышел на пенсию.
В 1993 году был приглашён на роль Л. И. Брежнева в музыкальной комедии «Аферы, музыка, любовь». Следующие фильмы были «Корабль двойников» (1997), «КГБ в смокинге» (2005), «Легенда № 17» (2013) и «Кураж» (2014).
В феврале 1994 года впервые вышел на сцену в образе Л. И. Брежнева. Много ездил с гастролями по России.